# NGC 2732
NGC 2732 é uma galáxia lenticular (S0) localizada na direcção da constelação de Camelopardalis. Possui uma declinação de +79° 11' 16" e uma ascensão recta de 9 horas, 13 minutos e 25,0 segundos.
A galáxia NGC 2732 foi descoberta em 2 de Setembro de 1828 por John Herschel.